# USS Nicholas (DD-311)
USS Nicholas (DD-311) là một tàu khu trục lớp Clemson được Hải quân Hoa Kỳ chế tạo vào cuối Chiến tranh Thế giới thứ nhất. Nó là chiếc tàu chiến đầu tiên của Hải quân Hoa Kỳ được đặt theo tên Samuel Nicholas (1744–1790), vị Tư lệnh đầu tiên của lực lượng Thủy quân Lục chiến Hoa Kỳ. Nicholas bị mất trong vụ Thảm họa Honda Point vào ngày 8 tháng 9 năm 1923, một vụ đắm hàng loạt các tàu khu trục do sương mù tại vùng bờ biển California.

## Thiết kế và chế tạo
Nicholas được đặt lườn vào ngày 11 tháng 1 năm 1919 tại xưởng tàu Union Iron Works của hãng Bethlehem Shipbuilding Corporation ở San Francisco, California. Nó được hạ thủy vào ngày 1 tháng 5 năm 1919, được đỡ đầu bởi cô Edith Barry; và được đưa ra hoạt động tại Xưởng hải quân Mare Island vào ngày 23 tháng 11 năm 1920 dưới quyền chỉ huy của Hạm trưởng, Thiếu tá Hải quân Herndon B. Kelly.

## Lịch sử hoạt động
Được phân về Đội khu trục dự bị trực thuộc Hạm đội Thái Bình Dương, Nicholas rời Mare Island vào ngày 17 tháng 12 năm 1920 để đi San Diego, California, đến nơi vào ngày 20 tháng 12, và ở lại khu vực này với một thủy thủ đoàn giảm thiểu cho đến năm 1922. Chiếc tàu khu trục khởi hành vào ngày 6 tháng 2 năm 1923 trong thành phần Hải đội Khu trục 11 cho các hoạt động hạm đội phối hợp tại vùng kênh đào Panama. Đi đến Balboa vào ngày 26 tháng 2 sau khi thực hành trên đường đi, nó tham gia các cuộc cơ động chiến thuật và chiến lược cho đến cuối tháng 3,  và quay trở về San Diego vào ngày 11 tháng 4. Từ ngày 25 tháng 6 đến ngày 31 tháng 8, nó cùng với  Hải đội Khu trục 11 di chuyển dọc theo bờ biển Washington, ghé thăm Tacoma, Port Angeles và Seattle cũng như phục vụ như thành phần hộ tống cho Tổng thống Warren G. Harding bên trên chiếc Henderson trong chuyến viếng thăm đến Seattle vào ngày 27 tháng 7. Sau đó nó tham gia cuộc cơ động hải đội cho đến cuối tháng 8 cùng với Hải đội Thiết giáp hạm 3, và đi đến San Francisco vào ngày 31 tháng 8.
Nicholas lên đường quay trở về cảng nhà lúc 08 giờ 30 phút ngày 8 tháng 9, cùng với hầu hết tàu chiến của Hải đội Khu trục 11 dưới quyền Đại tá Hải quân Edward H. Watson, với chiếc Delphy dẫn đầu. Di chuyển với tốc độ cao dọc theo bờ biển Thái Bình Dương, toàn thể hải đội đổi hướng lúc 21 giờ 00 theo một sự dẫn hướng sai lầm của hoa tiêu, tưởng nhầm là đã đến lối tiếp cận eo biển Santa Barbara. Lúc 21 giờ 05 phút, Delphy va phải đá ngầm tại Point Pedernales, vốn được các thủy thủ gọi là Honda Point hay Hàm tử thần. Cho dù có tín hiệu cảnh báo được gửi đi từ soái hạm, địa thế che khuất của bờ biển khiến chúng không thể quan sát thấy từ những tàu chiến còn lại của Hải đội Khu trục 11, và trong hoàn cảnh lộn xộn tiếp theo sau, sáu tàu khu trục khác bao gồm Nicholas cũng bị mắc cạn do va vào đá ngầm. Hạm trưởng của Nicholas, Thiếu tá Hải quân Herbert Roesch, đã làm hết sức để cứu con tàu của mình trong lúc biển động mạnh, nhưng gió mạnh đã đẩy con tàu trôi dạt và mắc cạn trên đá ngầm, và nó bị nghiêng 25° sang mạn phải. 

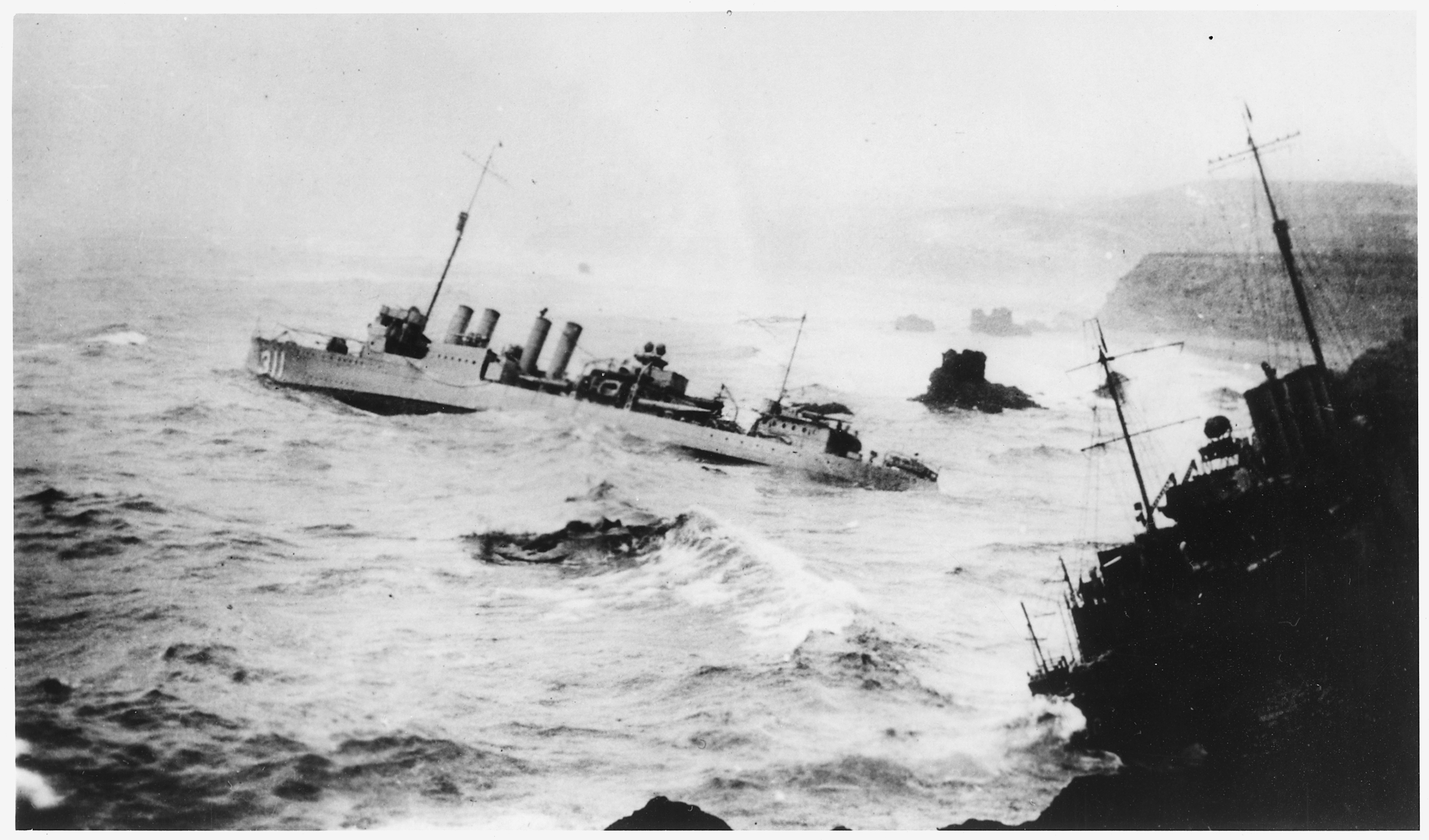
USS Nicholas bị mắc cạn tại Honda Point.

Suốt đêm, thủy thủ đoàn tìm cách cứu con tàu, nhưng đến sáng khi sóng biển dâng càng cao và tình trạng của Nicholas trở nên nguy cấp, Hạm trưởng Roesch ra lệnh bỏ tàu, và toàn bộ thủy thủ đoàn lên bờ an toàn. Trong số bảy tàu khu trục bị nạn, có tổng cộng 23 người thiệt mạng. Được cho xuất biên chế vào ngày 26 tháng 10 năm 1923, tên của được cho rút khỏi danh sách Đăng bạ Hải quân vào ngày 20 tháng 11 cùng với các tàu đồng đội gặp tai nạn. Cuối cùng nó bị bán vào ngày 19 tháng 10 năm 1925 cho hãng Robert J. Smith ở Oakland, California. Cho dù một số thiết bị được tháo dỡ khỏi xác tàu đắm, xác tàu bị bỏ mặc tại bờ biển. Sự kiện này được biết đến như là Thảm họa Honda Point.